# Circoncisione (Signorelli)
La Circoncisione è un dipinto a tempera su tavola, trasportato su tela e infine riapplicata su tavola (259 × 180 cm), di Luca Signorelli, databile al 1490-1491 circa e conservato nella National Gallery a Londra.

## Storia
L'opera venne dipinta per l'altare della Cappella della Circoncisione nella chiesa di San Francesco a Volterra, appartenente alla Confraternita del Santissimo Nome di Gesù. Vasari vide il dipinto e riportò come fosse danneggiato dall'umidità, con il Bambino che era stato dovuto ridipingere dal Sodoma, che forse coprì in quell'occasione una rappresentazione più esplicita della circoncisione.
Il dipinto è alla National Gallery da quando venne acquistato nel 1882.

## Descrizione e stile
Davanti a una sontuosa nicchia di marmi policromi, con due medaglioni all'antica sulla parete (Profeta e Sibilla), si svolge l'affollata scena della circoncisione di Gesù (Luca, 2: 21-36). Gli unici personaggi con l'aureola, un sottile cerchietto dorato, sono la Vergine, san Giuseppe e Simeone il Giusto. Gli altri sono vari spettatori, variamente interpretabili (un'inserviente, la profetessa Anna, ecc.). Fanno da colonne della composizione le due figure monumentali ai due lati in primo piano, disposte a diverse profondità spaziali a giudicare dal pavimento a riquadri. L'uomo sulla destra indossa alcune fasce rigate, tipiche della moda del tempo, che si riscontrano anche in numerosi altri dipinti, tra cui lo Stendardo della Flagellazione dello stesso Signorelli.
Lo sfondo, con la calotta a conchiglia, sembra una citazione della Pala di Brera (1472 circa) di Piero della Francesca, il maestro di Luca, anche se la teatralità e la retorica dei personaggi si discosta dalla composta e silenziosa sacra conversazione di Piero.